# Vicente López Puigcerver
Vicente López Puigcerver (Valencia, 15 de agosto de 1844 - 21 de marzo de 1911) fue un militar y político español, hermano de Joaquín López. 
Ingresó en el ejército en 1861, y gracias a su intervención en Despeñaperros y en la batalla de Montejurra, alcanzó el rango de general de brigada en 1905. En 1881 fue nombrado director general del Instituto Geográfico y Estadístico y jurado de la Comisión Internacional de Ciencias Geodésicas. Miembro del Partido Liberal-Conservador, fue elegido diputado al Congreso por el distrito electoral de Roquetas, en las elecciones generales de 1893, 1898, 1899, 1901, 1903 y 1905.